# エフゲニー・ポマザン
エフゲニー・ヴァレリエヴィチ・ポマザン（ロシア語: Евгений Валерьевич Помазан、1989年1月31日 - ）は、現ウズベキスタン・アングレン出身のロシアのサッカー選手。FCバルチカ・カリーニングラード所属。ポジションはGK。

## 経歴
2006年以前はFCクバン・クラスノダールのアカデミー、クバン-89でプレーをしていた。2006年にクバンとプロ契約をした。2007年6月27日、ロシア・カップのメタルルグ・クズバス戦(1-2)で、前半の17分にGKのウラジミール・ガブロフがレッドカードを受け退場したため、出場しプロデビューを果たした。2007年7月24日、PFC CSKAモスクワへ約半年間のレンタル移籍をした。レンタル終了後にはCSKAモスクワへ完全移籍をしたが、出場機会はほとんど無くFCウラルやPFCスパルタク・ナリチクへレンタル移籍をした。
2011年8月31日、FCアンジ・マハチカラへ移籍をした。

## 代表
2006年5月14日に行われたUEFA U-17欧州選手権2006の決勝のチェコ代表戦ではスタメンで出場をした。試合はPK戦まで縺れ込んだが、3–5で優勝を手にした。

## 所属クラブ
- FCクバン・クラスノダール 2006–2007

→ PFC CSKAモスクワ 2007 （loan）
- PFC CSKAモスクワ 2008–2011

→ FCウラル・スヴェルドロフスク・オブラスト 2010 （loan）
→ PFCスパルタク・ナリチク 2011 （loan）
- FCアンジ・マハチカラ 2011-2016

→ FCウラル・スヴェルドロフスク・オブラスト 2013 （loan）
→ FCクバン・クラスノダール 2014-2015 (loan)
- FCクバン・クラスノダール 2016-2017
- FCバルチカ・カリーニングラード 2017-

## タイトル

### 代表
- ロシアU-17代表
  - UEFA U-17欧州選手権：1 (2006)